# 쿠라타 테츠오
쿠라타 테츠오(일본어: 倉田 てつを, 1968년 9월 11일 ~ )는 일본의 배우이다. 본명은 가키모토 데쓰오(일본어: 柿本 哲夫)이며 도쿄도 고토구 출신으로 고등학교 재학 시절에는 도에이 연기 연구소에서 활동했다.
1987년 6월에 《가면라이더 BLACK》 오디션에 합격하면서 배우로 데뷔했고 해당 작품에서 미나미 코타로 역할을 맡았다. 또한 《가면라이더 BLACK》의 주제곡을 노래하면서 일약 인기를 얻었다. 1991년에 방송된 일본방송협회(NHK) 연속 TV 소설 《너의 이름은》에서는 주인공인 아토미야 하루키 역할을 맡았다.

## TV 및 영화 출연
- 가면라이더 블랙
- 가면라이더 블랙 RX
- 에도가와 란포
- 가면라이더 디케이드
- 극장판 가면라이더 디케이드: 올라이더 대 대쇼커